# Dirk Frimout
Pour les articles homonymes, voir Frimout.
Dirk Dries David Damiaan, vicomte Frimout, né le 21 mars 1941 à Poperinge en Belgique, est un astronaute belge. Il est le premier Belge à être allé dans l'espace.

## Biographie
Dirk Frimout a réalisé un de ses rêves, voler dans l'espace. Il appartient à la génération qui a vu partir les premiers engins spatiaux, tels que le Spoutnik. Passionné de technique depuis son plus jeune âge, il s'est rendu dans le Colorado en tant que chercheur post-doctoral dans un laboratoire de physique atmosphérique et spatiale en 1972 après avoir obtenu son diplôme d'ingénieur en électronique (1963) et son doctorat en physique appliquée (1970) à l'université de Gand.
Jusqu'en 1978, il a travaillé à l'Institut d'aéronomie spatiale de Belgique pour mettre au point des instruments capables de faire des mesures dans l'espace. En 1977, il pose pour la première fois sa candidature à l'ESA en tant qu'astronaute ; il est retenu parmi les douze premiers d'un total de 2 500 candidats européens. Cependant, quatre candidats seulement figurent dans la sélection définitive et Dirk Frimout occupe la cinquième place. Il devient alors coordinateur scientifique et coach des participants au vol. En 1985, il pose à nouveau sa candidature et est sélectionné dans le groupe ATLAS-1. Il fait partie de l'équipage de réserve de la mission STS-61K, mais celle-ci est annulée a cause de l'explosion de la navette Challenger et reportée à 1992.
En 1998, il quitte Belgacom pour aller travailler chez Lernout & Hauspie à la Flanders Village Valley dans une asbl de recherche fondamentale en intelligence artificielle.

## Vol réalisé
Il effectue son unique vol dans l'espace du 24 mars au 2 avril 1992, en remplacement de l'astronaute américain Michael Lampton, écarté en raison de problèmes médicaux, dans le cadre de la mission Atlantis STS-45 en compagnie de six Américains. À bord, il est responsable des tests scientifiques qui ont été effectués. Il étudie l'atmosphère, et notamment l'influence du Soleil sur l'atmosphère de la Terre.

## Hommages et distinctions

Blason de Dirk Frimout

- 2012 : Dirk Frimout est fait docteur honoris causa de l'université de Liège[2].
- Il a été décoré du grade de grand officier de l'ordre de Léopold. Le 30 juin 1993, le roi Baudouin lui a concédé la noblesse héréditaire ainsi que le titre personnel de vicomte[3].
- Ses armes se décrivent ainsi : d'azur à un cadran solaire et son style, et une sphère armillaire, l'un sur l'autre, le tout d'or. Sa devise est : Sol omnibus lucet[3].
- Dirk Frimout a écrit un livre après son retour de l'espace sur son voyage : En quête de la planète bleue.
- Le groupe des Snuls (musique humoristique) l'a immortalisé, en 1992, dans la culture populaire belge à travers un titre intitulé tout simplement Dirk Frimout[4].
- L'astéroïde (5115) Frimout fut nommé en son honneur.
- Dans le premier épisode de Drag Race Belgique, lors du défi Talent Show, la candidate Edna Sorgelsen lui dédie son morceau Apofrimouthéose[5].